# Lagevloerbus

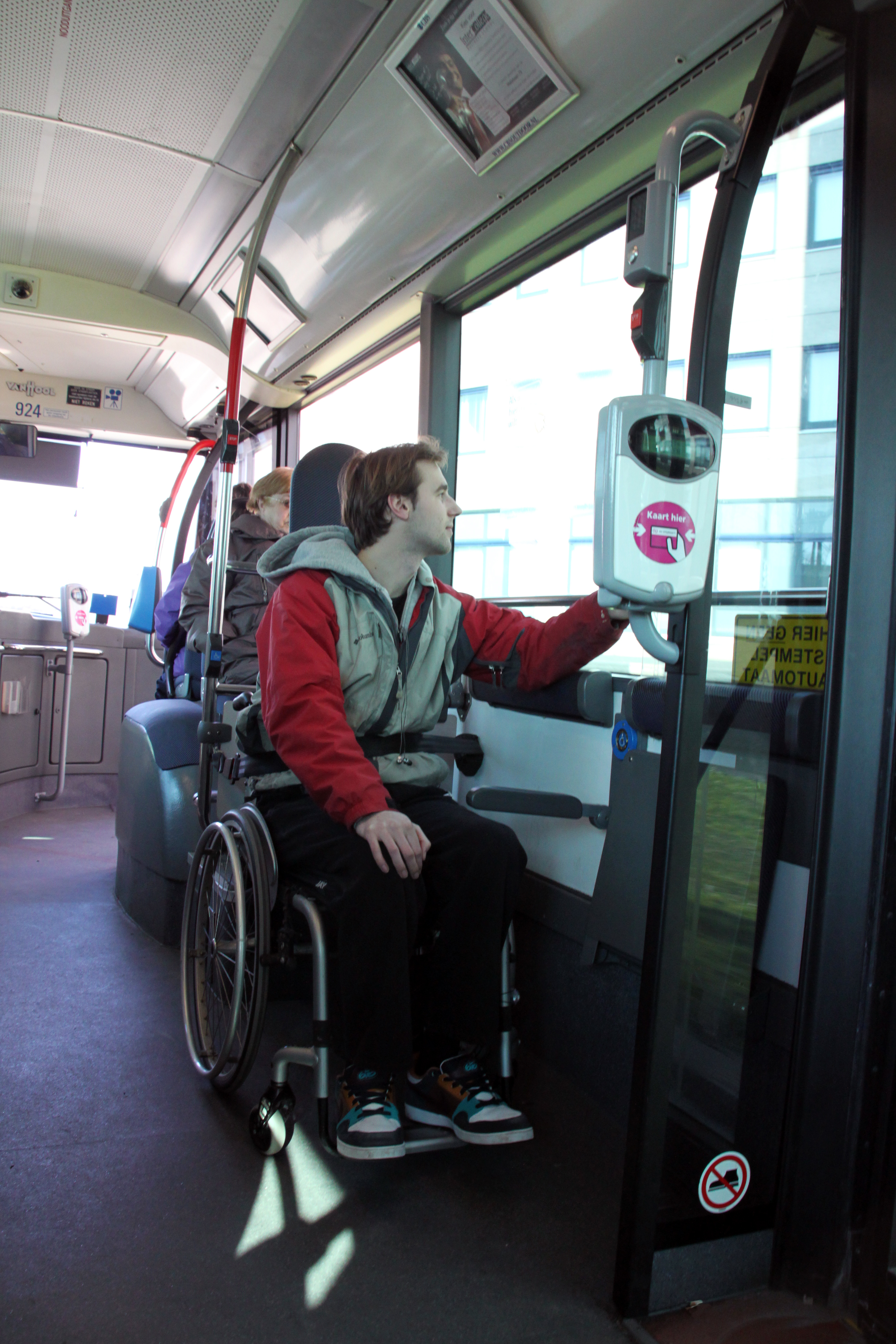
Een lagevloerbus is beter toegankelijk voor mensen in een rolstoel.

Een lagevloerbus is een autobus met een gemakkelijke in- en uitstap en een vloer die dichter bij de grond ligt dan bij conventionele bussen. Doorgaans wordt aangenomen dat deze bussen toegankelijker zijn voor ouderen, personen met een handicap en mensen met een kinderwagen. De bus wordt nog toegankelijker als de lagevloerbus is uitgerust met een uitschuifbare oprijplaat om een rolstoel de bus in te kunnen rijden.

## Varianten
- Low-entry: Deze bussen hebben een verlaagde in- en uitstap van circa 34 centimeter waardoor er geen treden nodig zijn. De in- en uitstap is nog lager wanneer de bus naast de stoeprand stopt. Bij aangepaste bushaltes wordt een gelijkvloerse instap gerealiseerd. Tevens ligt het gangpad tussen de voor- en achterdeur op dezelfde hoogte. Het gedeelte achterin is wel verhoogd om het motorblok te kunnen bergen. Dit type wordt voornamelijk ingezet als streekbus. Er zijn verschillende varianten verkrijgbaar:

| Voorin                                  | Achterin                                | Voorbeeld              |
| --------------------------------------- | --------------------------------------- | ---------------------- |
| Laag gangpad, verhoogde zetels          | Hoog gangpad, zetels op dezelfde hoogte | MAN Lion's City        |
| Laag gangpad, zetels op dezelfde hoogte | Hoog gangpad, zetels op dezelfde hoogte | VDL Berkhof Ambassador |

- Low-floor: Deze term wordt gebruikt voor een volledige lagevloerbus, vaak in combinatie met een extra uitstapdeur achteraan. Bij deze bussen is er minder ruimte voor zitplaatsen, daar de achterwielen en het motorblok, welke anders onder de vloer zouden passen, extra ruimte innemen. Dit type is geschikt als stadsbus.

| Voorin                                  | Achterin                       | Voorbeeld                                     |
| --------------------------------------- | ------------------------------ | --------------------------------------------- |
| Laag gangpad, verhoogde zetels          | Laag gangpad, verhoogde zetels | Mercedes-Benz Citaro (oud model)              |
| Laag gangpad, zetels op dezelfde hoogte | Laag gangpad, verhoogde zetels | Mercedes-Benz Citaro (nieuw model), VDL Citea |

## Modellen

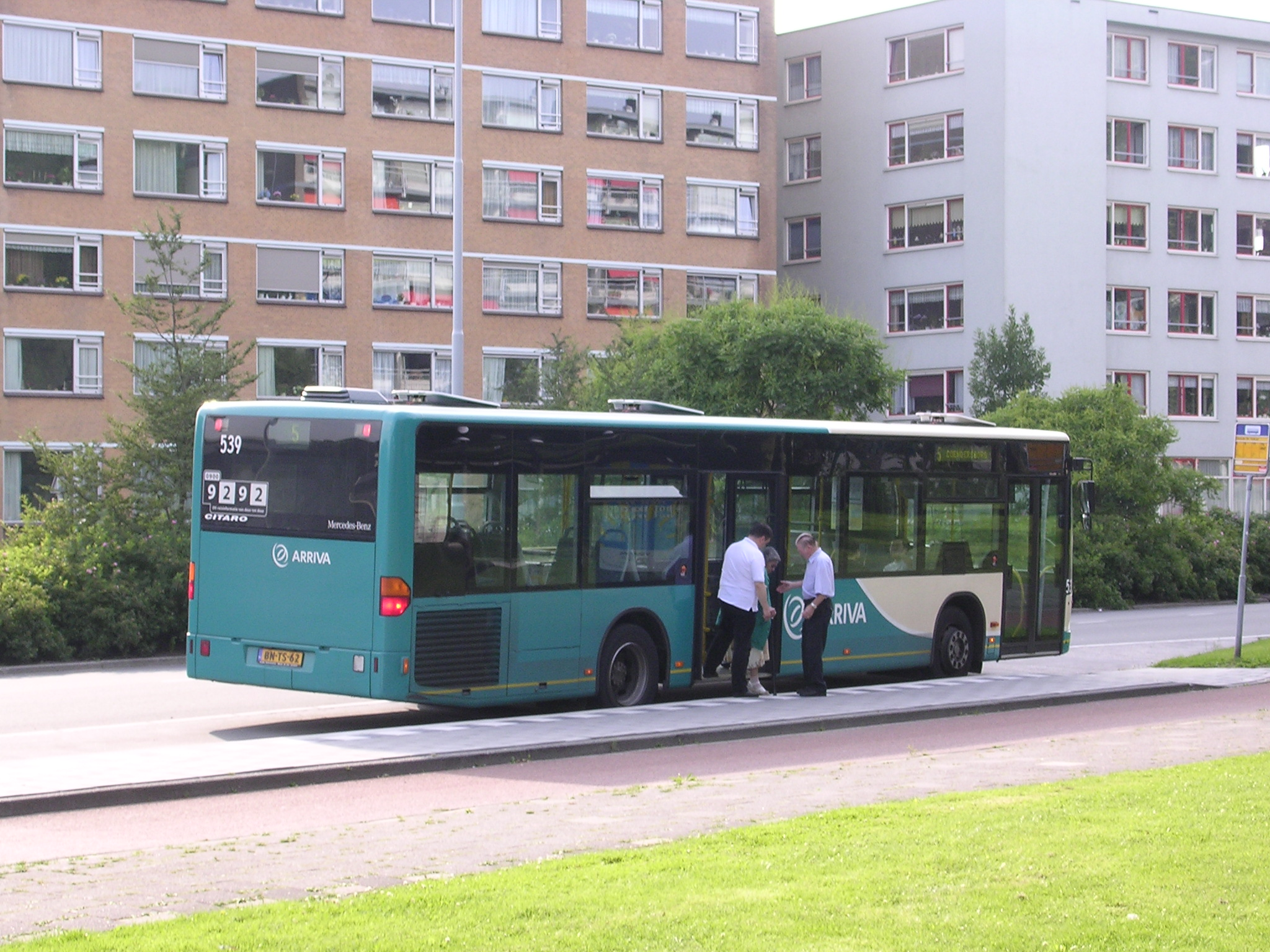
Een oudere dame stapt uit een Mercedes-Benz Citaro met hulp van de chauffeur.

Voorbeelden van bussen met een lage vloer:
- Berkhof Ambassador
- Berkhof Diplomat
- Berkhof Jonckheer
- Dennis Dart
- Mercedes-Benz Citaro
- Mercedes-Benz O405N
- MAN Lion's City
- MAN Scout
- Scania OmniCity
- Scania OmniLink
- Van Hool AG300
- Volvo 7700
- Volvo 8700
- VDL Citea
- Wright Cadet
- Wright Commander